# Фудбал у Србији
Фудбал у Србији је један од најпопуларнијих спортова. Игра се од краја 19. века и било је много веома успешних српских фудбалера и тренера. Највећи успех српски фудбал је доживео 1991. када је у мају те године ФК Црвена звезда освојила Европски куп, а касније исте године и Интерконтинентални куп.

## Историја
Прву фудбалску лопту у Србију донео је Хуго Були 1896. године након што се вратио са студија у Берлину. 12. маја, лопту је донео гимнастичком клубу Соко и тамо је основао фудбалску секцију. 1. маја 1899. године, на иницијативу Хуга Булија и уз подршку Андре Николића, тадашњег министра спољашњих послова, у Трговачкој кафани је направљено Прво српско друштво за лоптање ногом. Председник је био Фети Беј, турски посланик у Београду, а потпредседник адвокат Михаило Живановић. Први фудбалски меч је одигран 23. маја на новоизграђеном терену на Топчидеру између два тима састављена од чланова тог друштва. Прва правила о фудбалу у Србији објављена су 1905. године. Објавио их је Анастас Ср. Христодуло и звала су се Лоптање ногом.
Први фудбалски клуб на простору данашње Србије је Спортски клуб Суботица (мађ. Szabadkai Sport Egylet), познатији као Спорт међу тадашњим суботичким љубитељима спорта, у оквиру којег су 1898. године формирали фудбалску секцију. За то је најзаслужнији био суботички студент Золтан Вагнер, који је 1896. из Суботице донео прву фудбалску лопту у Будимпешту. Године 1901. основан је и Бачка из Суботице, док је први клуб на простору тадашње Краљевине Србије био Шумадија из Крагујевца 1903. године.Касније су основани Душан Силни Српски мач, БСК 1911. и СК Велика Србија 1913.,касније СК Југославија,између 1941. и 1945. због Немачке окупације СК 1913.,...1911. године је први пут српски клуб (Српски мач) играо меч (тачније двомеч) ван своје границе,упркос противљењу управе.Играо је против ХАШК-а из Загреба,и изгубио прво 8:0,па 6:0.Те две утакмице играли су под именом репрезентације Краљевине Југославије.
Прво фудбалско такмичење у Србији играло се 11. маја 1914. године на стадиону СК Соко између Велике Србије и Шумадије. Резултат је био 3:1 за Велику Србију. Очекивало се да је то обећавајући почетак за редовно такмичење, али је почео Први светски рат. Фудбале се играо и током Првог светског рата.
Касније је основана Краљевина Срба, Хрвата и Словенаца и фудбалски савез је основан 18. априла 1919. године. На почетку је свака под-асоцијација играла своју лигу,а касније је 1923. године почела прво такмичење у Краљевини СХС,у коме су играли победници 6 подсавеза (Загреба,Љубљане,Сплита,Сарајева,Београда и Скопља) по куп систему.
Прву утакмицу фудбалска репрезентација Краљевине Југославије одиграла је 28. августа 1920. године у Антверпену, Белгији, против Чехословачке и изгубила 7:0. БСК и СК Југославија су били ривали и освојили укупно 7 титула првака Југославије (БСК 5, Југославија 2). Угашени су 1945. године, јер нису били прихваћени код комуниста.

## Такмичења
Управно тело фудбала у Србији је фудбалски савез Србије, која управља следећим такмичењима и тимовима:

### Лиге

#### Мушкарци
- Суперлига Србије — прва лига
- Прва лига Србије — друга лига
- Српска лига (4 групе) — трећа лига
  - Српска лига Запад
  - Српска лига Исток
  - Српска лига Војводина
  - Српска лига Београд
- Зонске лиге (12 група) — четврта лига
  - Београдска зона
  - Војвођанска лига Исток
  - Војвођанска лига Север
  - Војвођанска лига Југ
  - Западно-моравска зона
  - Колубарско-мачванска зона
  - Подунавско-шумадијска зона
  - Шумадијско-рашка зона
  - Зона Запад
  - Зона Исток
  - Зона Југ
  - Зона Центар
- Окружне лиге (27 лига) — пета лига
- Међуопштинске лиге (48 лиге) — шеста лига
- Општинске лиге (39 лиге) — седма лига
- Друге општинске лиге (1 лиге) — осма лига

#### Жене
- Суперлига Србије — прва лига
- Прва лига Србије — друга лига
- Друга лига Србије (2 групе) — трећа лига
  - Друга лига Србије група Запад
  - Друга лига Србије група Север

### Куп

#### Мушкарци
- Куп Србије

#### Жене
- Куп Србије

### Репрезентације

#### Мушкарци
- Репрезентација Србије
- Репрезентација Србије до 21 године
- Репрезентација Србије до 20 година
- Репрезентација Србије до 19 година
- Репрезентација Србије до 17 година

#### Жене
- Репрезентација Србије
- Репрезентација Србије до 19 година
- Репрезентација Србије до 17 година

## Награде
- Српски фудбалер године